# 吉兴屯遗址
吉兴屯遗址，位于中国吉林省伊通县二道镇吉兴村，为一个省级文物保护单位，类型为古遗址，公布时间为1987年10月20日。该文物保护单位由伊通县文管所管理。
吉兴屯遗址的历史年代为青铜时代。